# Ginette Sainderichin
Pour les articles homonymes, voir Sainderichin.
Ginette Sainderichin, née Ginette Gay le 26 août 1922 à Piégut-Pluviers et morte le 20 septembre 2017 à Courbevoie, est une journaliste de mode et une rédactrice en chef française.
D'abord journaliste de mode aux Échos, elle a notamment cofondé et dirigé le magazine GAP, avant d'être rédactrice en chef du Jardin des modes.

## Biographie

### Jeunesse et vie personnelle
Ginette Marie Jeannine Gay naît à Piégut-Pluviers en 1922, fille d'Angel Gay, négociant, et d'Anna Delage, son épouse.
Devenue institutrice à Saint-Front-la-Rivière, elle se marie en 1944 avec Pierre Sainderichin, journaliste et résistant, cofondateur et directeur, avec son frère Sven, de Forces françaises, organe clandestin de l'Armée secrète en Dordogne.
Le couple a cinq enfants, dont le scénariste Guy-Patrick Sainderichin.
Ginette Sainderichin est veuve en 2012.

### Carrière
Établie à Paris où son mari est journaliste politique à l’agence parisienne du quotidien Sud-Ouest, Ginette Sainderichin commence sa carrière de journaliste en 1960 pour la rubrique « confection féminine » des Échos. Elle collabore à L'Écho de la mode, Femme pratique et Sud-Ouest, avant de rejoindre le journal professionnel Points de vente dont elle dirige la rubrique « Style ».
En 1968, elle est remarquée par Hélène Lazareff lors d'un séminaire professionnel à Bruxelles. Lorsque, quelques mois plus tard, les propriétaires de Points de vente contactent Hélène Lazareff et son mari pour leur proposer l'idée d'un magazine professionnel, celle-ci accepte le projet à condition que Ginette Sainderichin prenne la direction de la publication : GAP (pour « Groupe avant-première »), un mensuel professionnel destiné à l'industrie du textile et de l’habillement, est lancé en 1969. Fonctionnant par le regroupement des magazines Elle, du Jardin des modes et de Mademoiselle Âge tendre, il est destiné à donner en avance les futures tendances. Pendant dix ans, Ginette Sainderichin en est, selon Nelly Rodi « la brillante rédactrice en chef, enrichissant le métier de sa réflexion pertinente ». Le magazine, un des premiers à soutenir les stylistes, possède des éditions au Japon, en Italie et au Brésil. De 1975 à 1977, Ginette Sainderichin préside par ailleurs le Fashion Group of Paris.
En 1979, elle devient éditorialiste du Jardin des modes, relancé en 1977 après une cessation de parution de quelques années et désormais sous la direction artistique de Milton Glaser. Elle en est rédactrice en chef de 1981 à 1983, succédant à Alice Morgaine. Au milieu des années 1980, elle travaille pendant deux ans comme conseil à la création au sein du groupe textile Boussac.
Collaboratrice occasionnelle de Cosmopolitan, Elle, Glamour ou encore L'Express, Ginette Sainderichin publie à partir de 1989 plusieurs ouvrages : une biographie du styliste Kenzo (1989), une autre de la designeuse Primrose Bordier (1991), puis en 1995, le livre La Mode épinglée… sous toutes les coutures, qui raconte sa vision de la mode depuis les années 1950, à partir de ses 30 ans de journalisme.
Considérée comme une « figure de la mode et de la presse féminine », Ginette Sainderichin meurt en 2017 à Courbevoie, à l'âge de 95 ans.

## Publications

### Ouvrages
- Les Années 50, Paris, Centre Pompidou, 1988 (ISBN 9782858504466), « Les chaises dorées de la mode », p. 521-522
- Kenzo, Paris, Éditions du May, 1989, 141 p. (ISBN 2-906450-31-6)
- Primrose Bordier, Paris, H. M. éditions, 1991 (ISBN 978-2-903104-03-0)
- La Mode épinglée… sous toutes les coutures, Éditions Numéro 1, 1995 (ISBN 2-86391-667-X)
- Kenzo, Paris, Assouline, coll. « Mémoire de la mode », 1998, 79 p. (ISBN 2-84323-087-X)

### Préfaces
- Marie Claire, Modes et Publicité, 1885-1986 : le regard de Marie-Claire, Paris, Hermé ; Marie-Claire, 1986 (ISBN 978-2866650230, lire en ligne), p. 10-11
- Kojiro Akagi, Quand j'étais journaliste de mode, Éditions Akagi, 2010 (ISBN 978-2746625730)